# Луций Фабий Туск
Луций Фабий Туск (на латински: Lucius Fabius Tuscus) e сенатор на Римската империя през 1 век и 2 век.
Неговата фамилия произлиза от провинция Бетика. През юли и август 100 г. той е суфектконсул заедно с Квинт Акуций Нерва.